# Andrei Mocioni
Andrei Mocioni (maghiară Mocsonyi, n. 27 iunie 1812, Budapesta – d. 23 aprilie/5 mai 1880, Foeni, Timiș) a fost un jurist și om politic român, născut la Budapesta, care a militat pentru drepturile românilor din Banat și Transilvania, a fost membru al Senatului Imperial de la Viena, membru fondator al Academiei Române (1866) și membru onorific din 1870.

## Date biografice
Andrei Mocioni a urmat studii de drept la Universitatea „Eötvös Lorand” din Budapesta și a absolvit în 1832. În 1836 a fost numit vice-notar la Prefectura comitatului Torontal, apoi avansat în funcția de proto-jude districtual.
Familia Mocioni a avut de suferit în timpul revoluției pașoptiste, fiind nevoiți să își abandoneze proprietățile. După înfrângerea revoluției, Andrei Mocioni a fost numit comisar suprem districtual al Banatului. Atât el, cât și fratele său, Petru Mocioni, s-au retras din serviciul statului în 1856. Andrei s-a stabilit la Foeni de unde a pledat în continuare pentru egalitate politică, națională și confesională a popoarelor din Imperiul Habsburgic.
Prin decretul de la 1 aprilie 1866 al Locotenenței Domnești, s-a înființat „Societatea Literară Română”, cu membri din toate provinciile locuite de români. Din această societate, ce avea să devină ulterior Academia Română, a făcut parte și Andrei Mocioni, ca reprezentant al Banatului, alături de Vincențiu Babeș.
Andrei Mocioni a decedat la data de 5 mai 1880 și a fost înmormântat în capela familiei din Foeni, slujba fiind oficiată de protopopul Meletie Drăghici.

### Activitate politică
Printre demersurile sale politice, se numără un memoriu înaintat împăratului Imperiului Habsburgic, Franz Joseph I, în care cerea autonomia Banatului și o petiție cu peste 12000 de semnături prin care se cerea încoporarea Banatului în Principatul Transilvaniei. La Conferința națională a fruntașilor politici români din Banat de la Timișoara din noiembrie 1860 s-a hotărât înființarea în Banat a unui „Căpitanat român”, însă împăratul habsburg nu a dat curs acestor solicitări și a decretat reanexarea provinciei la Ungaria.
Andrei Mocioni a sprijinit reînființarea Mitropoliei Ardealului și eliberarea bisericii române ortodoxe de sub autoritatea sârbească. A făcut parte din delegația care a mers la Viena pentru a cere împăratului biserică națională și mitropolie autonomă.

### Preocupări filantropice
Andrei Mocioni și familia sa au sprijinit tineri români, le-au finanțat studiile la școli din țară și din străinătate. De asemenea, în 1863, în timpul marii secete din Banat, a ajutat 400 de familii și a intermediat obținerea unui sprijin financiar de la Viena și de la București pentru bănățeni. A susținut apariția ziarului „Albina” la Viena și apoi la Pesta.